# دانیل مزوتیتچ
دانیل مزوتیتچ (انگلیسی: Daniel Mesotitsch؛ زادهٔ ۲۲ مهٔ ۱۹۷۶) ورزشکار دوگانه، و اسکی‌باز صحرانوردی اهل اتریش است.